# Acanthochondria ateleopi
Acanthochondria ateleopi är en kräftdjursart som beskrevs av Capart 1959. Acanthochondria ateleopi ingår i släktet Acanthochondria och familjen Chondracanthidae. Inga underarter finns listade i Catalogue of Life.